# Wellala
Wellala o Vellala o Vellalar (plural Wellales o Vellales) és el nom de la principal casta tàmil de Sri Lanka. Es van originar per emigracions de tàmils des del sud de l'Índia al segle xiii.
Avui dia han donat origen a moltes castes i moltes comunitats reclamen origen vellala. Durant el període de independència de facto del Tamil Eelam, els líders del grup dominant eren de la casta karaiyar, que es considerava inferior a la vellala, i es diu que van promocionar l'abolició de les castes més per superar aquesta consideració que per les seves posicions socialistes.